# Кикнадзе, Матико Мелитоновна
Матико Мелитоновна Кикнадзе (1911 год, Шорапанский уезд, Кутаисская губерния, Российская империя — дата смерти неизвестна, село Сагандзиле, Орджоникидзевский район, Грузинская ССР) — звеньевой колхоза «Цители схиви» Сагандзилского сельсовета Орджоникидзевского района, Грузинская ССР. Герой Социалистического Труда (1949).

## Биография
Родилась в 1911 году в крестьянской семье в одном из сельских населённых пунктов Шорапанского уезда (сегодня — Харагаульский муниципалитет). Окончила местную сельскую школу. Трудилась в сельском хозяйстве. В послевоенное время — звеньевая в колхозе имени «Цители схиви» Сагандзилского сельсовета Орджоникидзевского уезда.
В 1948 году звено под её руководством собрало в среднем с каждого гектара по 77,1 центнера винограда шампанских вин на участке площадью 3 гектара. Указом Президиума Верховного Совета СССР от 9 августа 1949 года удостоена звания Героя Социалистического Труда за «получение высоких урожаев винограда в 1948 году» с вручением ордена Ленина и золотой медали «Серп и Молот».
Этим же Указом званием Героя Социалистического Труда были награждены труженики колхоза «Цители схиви» звеньевые Иван Павлович Квиникадзе и Ерастий Абесаломович Тхелидзе.
По итогам работы в 1949 году была награждена вторым Орденом Ленина.
Проживала в селе Сагандзиле Орджоникидзевского района. Дата смерти не установлена.
Награды
- Герой Социалистического Труда
- Орден Ленина — дважды (1949; 05.09.1950)